# Omega Herculis
ω Herculis (Omega Herculis) ist ein rund 250 Lichtjahre entfernter Stern im Sternbild Herkules. Er gehört der Spektralklasse B9pCr an und besitzt eine scheinbare Helligkeit von 4,6 mag.
Der Stern trägt den historischen Eigennamen Kajam, auch Cajam, Cujam („Keule“).